# Калінкув
Калінкув (пол. Kalinków) — село в Польщі, у гміні Александрув Пйотрковського повіту Лодзинського воєводства.
Населення — 162 особи (2011).
У 1975—1998 роках село належало до Пйотрковського воєводства.

## Демографія
Демографічна структура станом на 31 березня 2011 року:
|          | Загалом | Допрацездатний вік | Працездатний вік | Постпрацездатний вік |
| -------- | ------- | ------------------ | ---------------- | -------------------- |
| Чоловіки | 87      | 24                 | 53               | 10                   |
| Жінки    | 75      | 19                 | 41               | 15                   |
| Разом    | 162     | 43                 | 94               | 25                   |